# Glenn Miller
Alton Glenn Miller (født 1. marts 1904 i Clarinda, Iowa - savnet 15. december 1944) var en amerikansk orkesterleder og basunist.
I 1936 dannede Miller sit første band, men følte ikke, at orkestret afveg tilstrækkeligt fra andre orkestre på den tid. Bandet blev derfor opløst kort efter, men gendannet i 1937. Det lykkedes i den forbindelse at frembringe den sound, som blev orkestrets kendetegn. Blandt de mange numre kan nævnes In the Mood, Tuxedo Junction, Chattanooga Choo Choo, Moonlight Serenade og Pennsylvania 6-5000.
I begyndelsen af 1940'erne medvirkede bandet i flere spillefilm som sig selv. I 1953 blev der så indspillet en film – The Glenn Miller Story – om orkestret med James Stewart i hovedrollen som Glenn Miller.
Miller gjorde militærtjeneste i US Army Air Forces under anden verdenskrig. 15. december 1944 skulle Miller flyve fra London til Paris for at arrangere et show, hvor hans orkester skulle spille for amerikanere udstationeret i Paris på "R&R" (rest and recreation = hvile og rekreation) fra fronttjenesten. Den vinter var en af de værste i moderne historie. Næste dag, 16. december, indledte tyskerne Ardenneroffensiven, vel vidende, at det frygtelige vejr mest sandsynligt ville holde de allierede fly på bakken. De andre i flyet var John Morgan og Norman F. Baesell. Flyet lettede som planlagt, skønt både England og Paris var indhyllet i tæt tåge. Det er muligt, at oberst Baesell, som hjalp Miller med at arrangere hans optrædener, pressede piloten Morgan til at foretage en så risikofyldt flyvning. Ingen ved, om han kan have truet eller lokket Morgan; Bassell var kendt for at være i stand til begge dele.
Pga krigen og det forfærdelige vejr blev Miller først officielt efterlyst efter ni dage. Vraget og de tre ombordværende er aldrig blevet fundet.